# Еллі Гемберг
Елін Елізабет «Еллі» Гемберг (13 листопада 1896 , Skövde stadsförsamlingd  — 23 травня 1994 , Adolf Fredriks parishd, лен Стокгольм ) — шведська художниця-абстракціоністка та скульпторка. Найбільш відома своїми архітектурними скульптурами, які часто містять тривимірні візуальні елементи та елементи динамічної симетрії. Її роботи представлені в Музеї сучасного мистецтва в Стокгольмі, а також у Музеї мистецтв у Кальмарі, серед інших місць.

## Біографія
Еллі Гемберг була дочкою ректора Йохана Гемберга та його дружини Сігне Хеденіус, художниці, батьком якої був видатний шведський професор медицини Пер Хеденіус. Вона виросла у шведському містечку Сковде, а пізніше навчалася у Школі мистецтв Вільгельмсона (1918—1922), яку керував художник Карл Вільгельмсон .
У вересні 1923 року Еллі Гемберг одружилася зі шведським лікарем Свеном Ерландссоном у церкві Вомбс, неподалік Шевде. Протягом наступних років вона здійснила кілька навчальних поїздок по Європі: в Італію та Париж (1923), Відень та Італію (1925), Париж (1929), Норвегію (1937) та Голландію (1938).

## Кар'єра

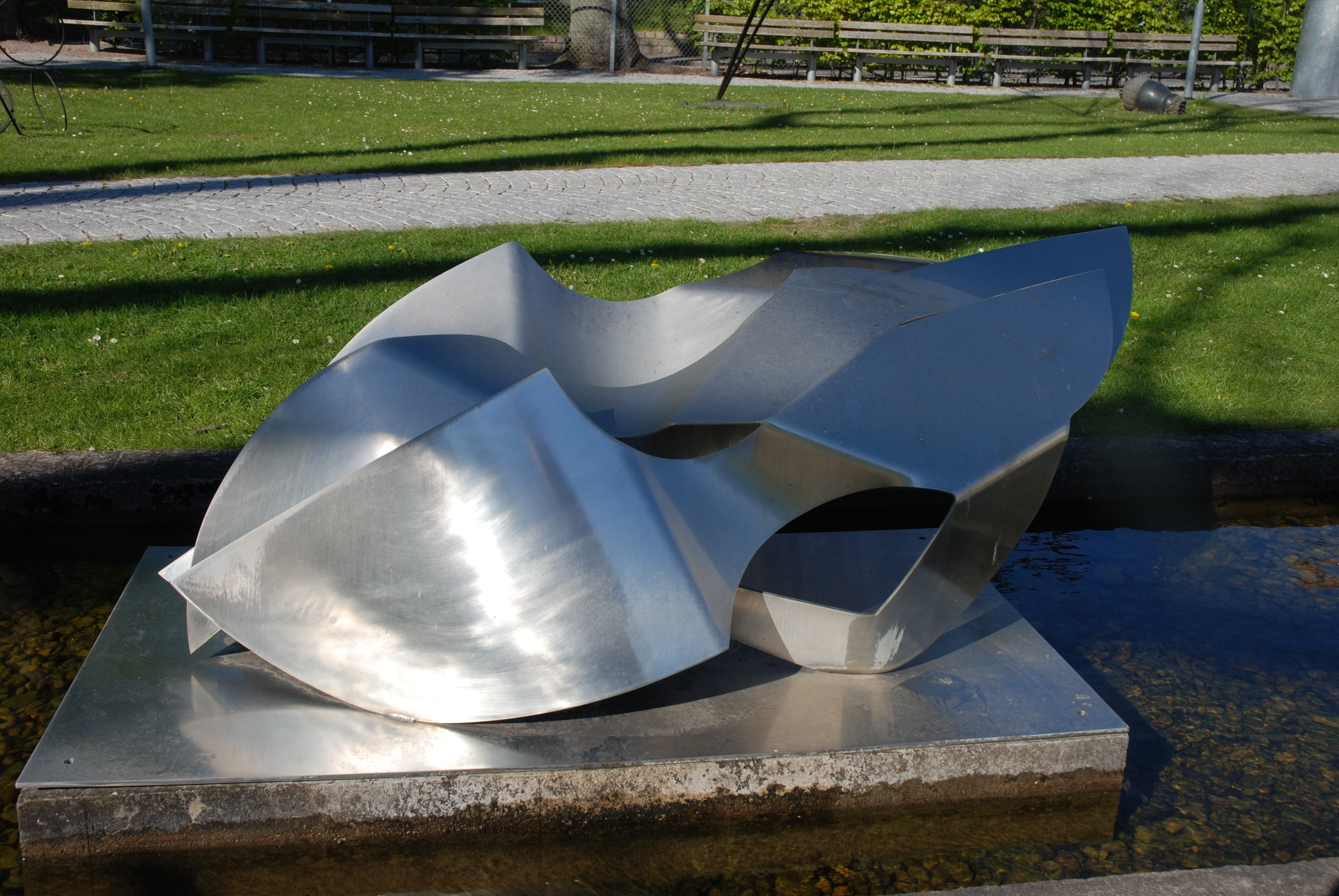
«Баданде» (1978)

### Ранні картини
Ранні роботи Еллі Гемберг складалися переважно з портретів і пейзажів. Її перша велика виставка була в рамках «Листопадової виставки» 1922 року в Художній галереї Лільєвальха в Стокгольмі. Тоді вона провела свою першу персональну виставку в «Galerie Moderne» (1942) у Стокгольмі. У 1940-х роках вона ініціювала тісне співробітництво з художником-авангардистом Отто Карлзундом, який експериментував з кубізмом, пуризмом і неопластизмом . Обидва виставили свої роботи в 1947 році в Konstnärshuset у Стокгольмі. У цей період Гемберг почала переходити до більш абстрактного стилю, зосереджуючись на формі та ритмі, що в кінцевому підсумку призвело до її переходу від живопису до скульптури.

### Скульптура

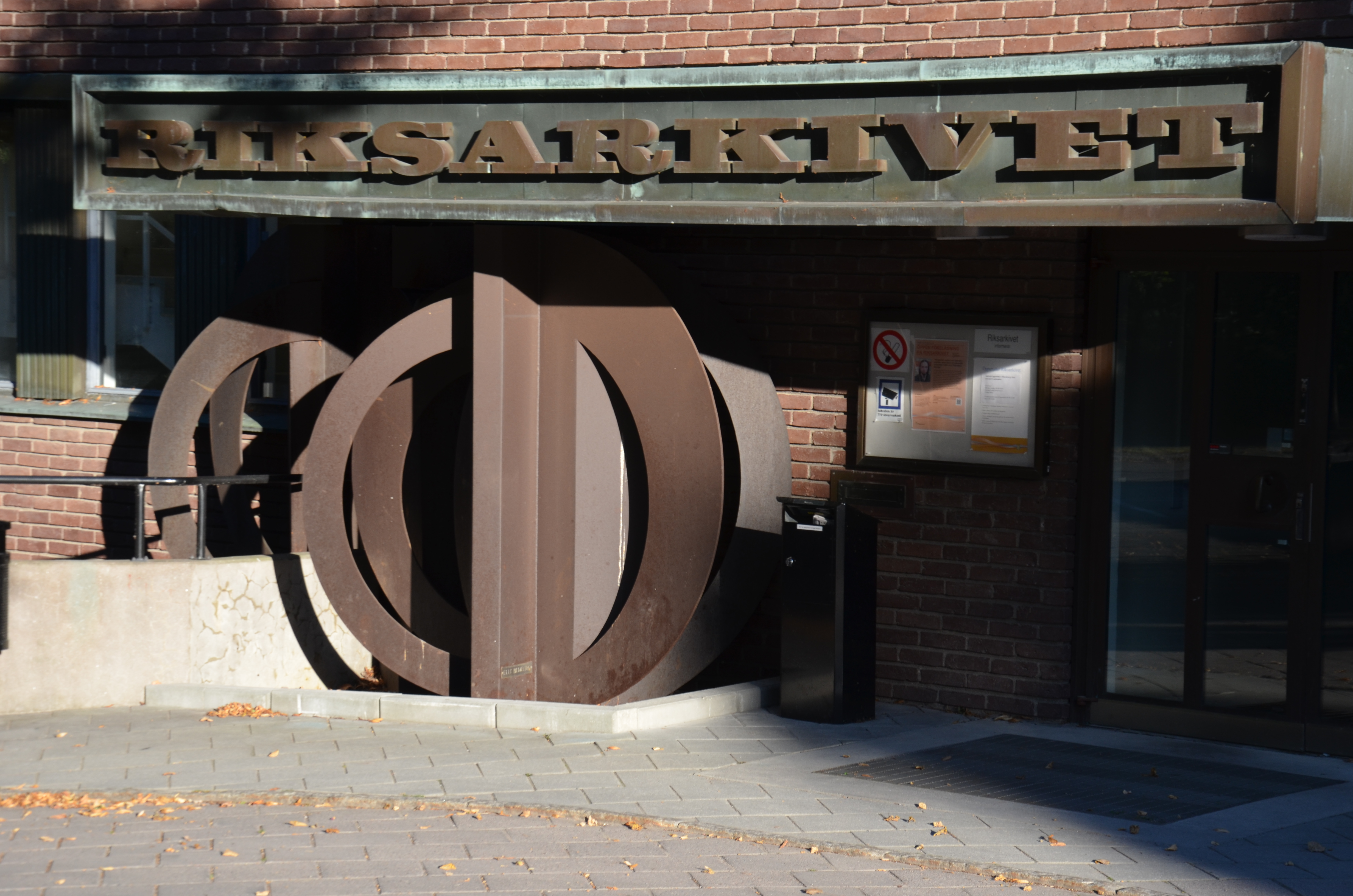
«Сфера» (1970)

У середині 1960-х років Еллі Гемберг разом з Олле Бертлінгом і Карлом Гьоте Беємарком, серед інших, були частиною художнього салону «Самларен» і вважалися одними з провідних шведських скульпторів. У 1970-х роках Гемберг почала досягати слави та визнання в мистецькому співтоваристві, в першу чергу завдяки своїм скульптурам, і вона створила ряд відомих комісій для постійного публічного показу, в тому числі: «The Orb» (1970) для Національного архіву Швеції, «Баданде» (1978), виставлена в Музеї ескізів для публічного мистецтва в Лунді, «Метелик» (1980), виставлена в Rålambshovsparken у Стокгольмі, «Солкрец» (1989), виставлена в Місце Вікторія в Скеллефтео та «Три листки», виставлені в Музеї мистецтв Норрчепінга.
Скульптури Гемберг часто були великими архітектурними виробами з дерева, скла, металу або бетону. На її роботу сильно вплинув Джей Хембрідж, і тому часто включали елементи динамічної симетрії, а також тривимірні аспекти.

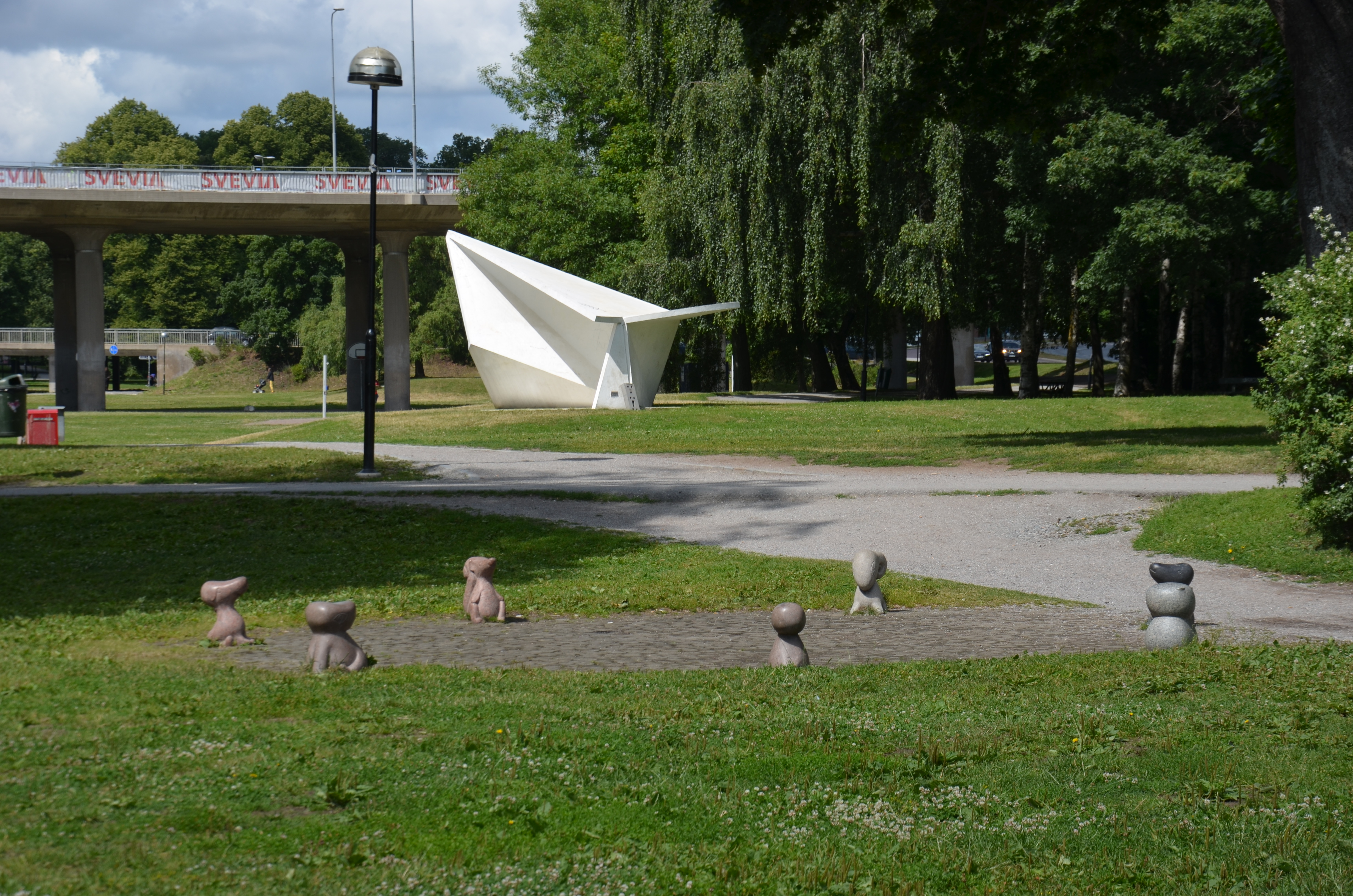
На передньому плані « Джуріксдаг» Егона Меллера-Нільсена, а на задньому — «Метелик» Еллі Гемберг.

Сьогодні багато її робіт експонуються в Музеї сучасного мистецтва в Стокгольмі, Музеї мистецтв у Кальмарі, а також у Художній галереї Skövde серед інших галерей, музеїв та постійних публічних експозицій.

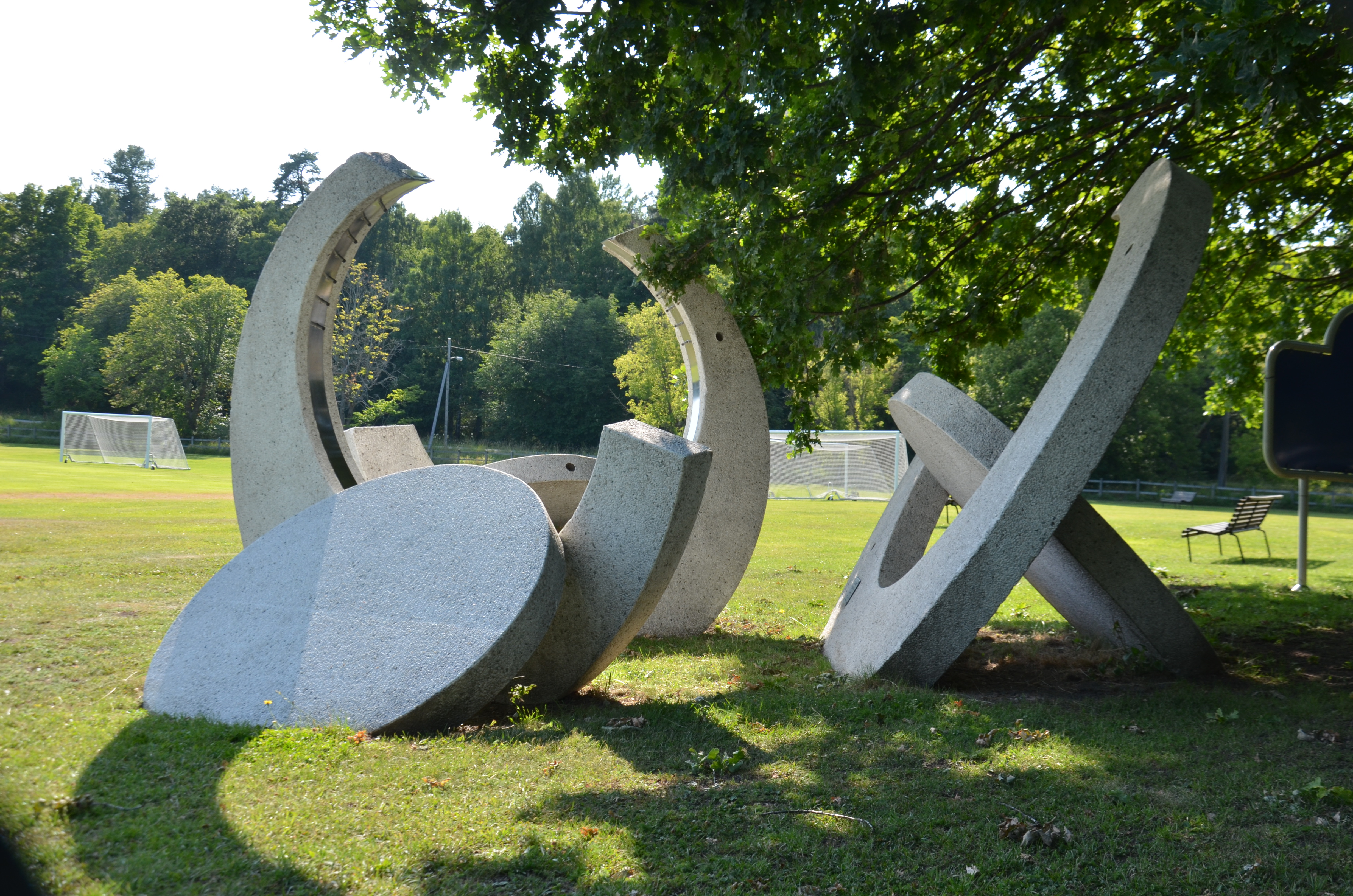
«Дружба між народами» (1986)